# Chappell (Mondkrater)
Chappell ist ein Einschlagkrater auf der Mondrückseite.
Der Krater Chappell liegt im Norden der erdabgewandten Seite, auf halbem Wege zwischen Rowland und D’Alembert. In der näheren Umgebung befinden sich Debye im Süden, Cooper im Südwesten und Tsinger im Nordwesten.
Der Krater ist sehr alt, seine Entstehungszeit fällt in die pränektarische Periode.
Chappell hat zwei Nebenkrater:
| Buchstabe | Position            | Durchmesser | Link |
| --------- | ------------------- | ----------- | ---- |
| E         | 55,4° N, 171,19° W  | 59 km       |      |
| T         | 54,51° N, 179,06° O | 28 km       |      |

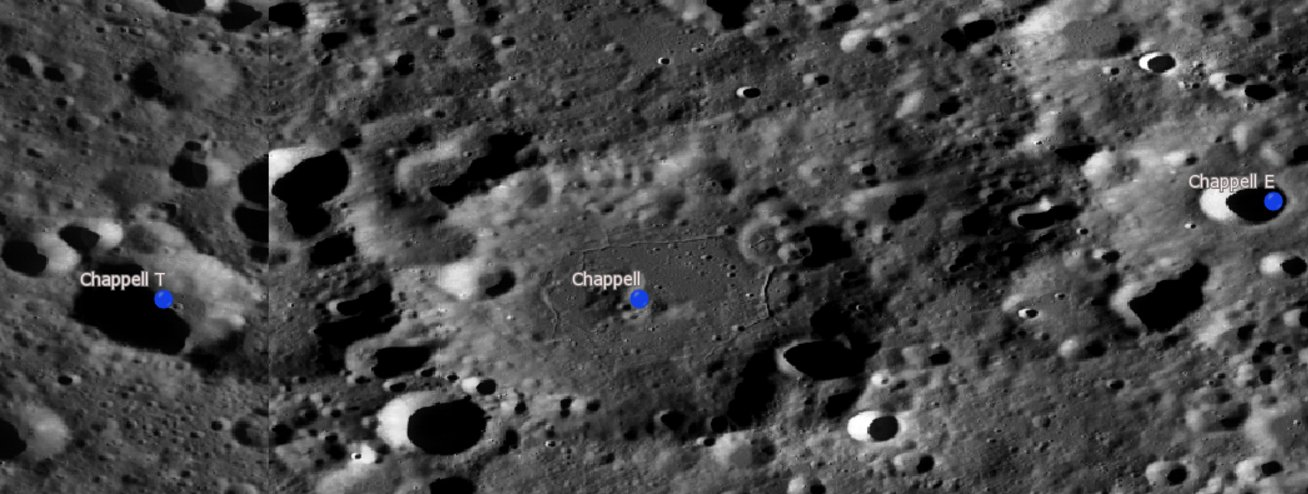
Chappell mit seinen Nebenkratern

Der Krater wurde 1970 von der IAU offiziell nach dem US-amerikanischen Astronomen James Chappell benannt.